# Екабс Апсішу
Ека́бс Апсішу́ (літературний псевдонім Яніса Яунзема; 8 грудня 1858, Каланьга — 10 червня 1929) — латиський письменник.
Народився на хуторі Каланьга Валкського повіту. Після закінчення семінарії вчителював.
В оповіданнях «Волосний суд» (1885), «Багата рідня» (1886) тощо правдиво відобразив безпросвітне життя латиських селян. У 1890-их роках Апсішу в своїй творчості відійшов від реалізму.

## Твори
Тв.: Избранное. Рига, 1954.